# Heterodontus japonicus
Lo squalo testa di toro giapponese (Heterodontus japonicus Miklouho-Maclay & MacLeay, 1884) è uno squalo della famiglia Heterodontidae.

## Descrizione
Uno squalo di dimensioni modeste che si aggirano sui 1,2 metri di lunghezza. Ha una testa corta e larga e il muso smussato con un apparato masticatore adattato a triturare organismi duri ed un corpo cilindrico.

## Biologia

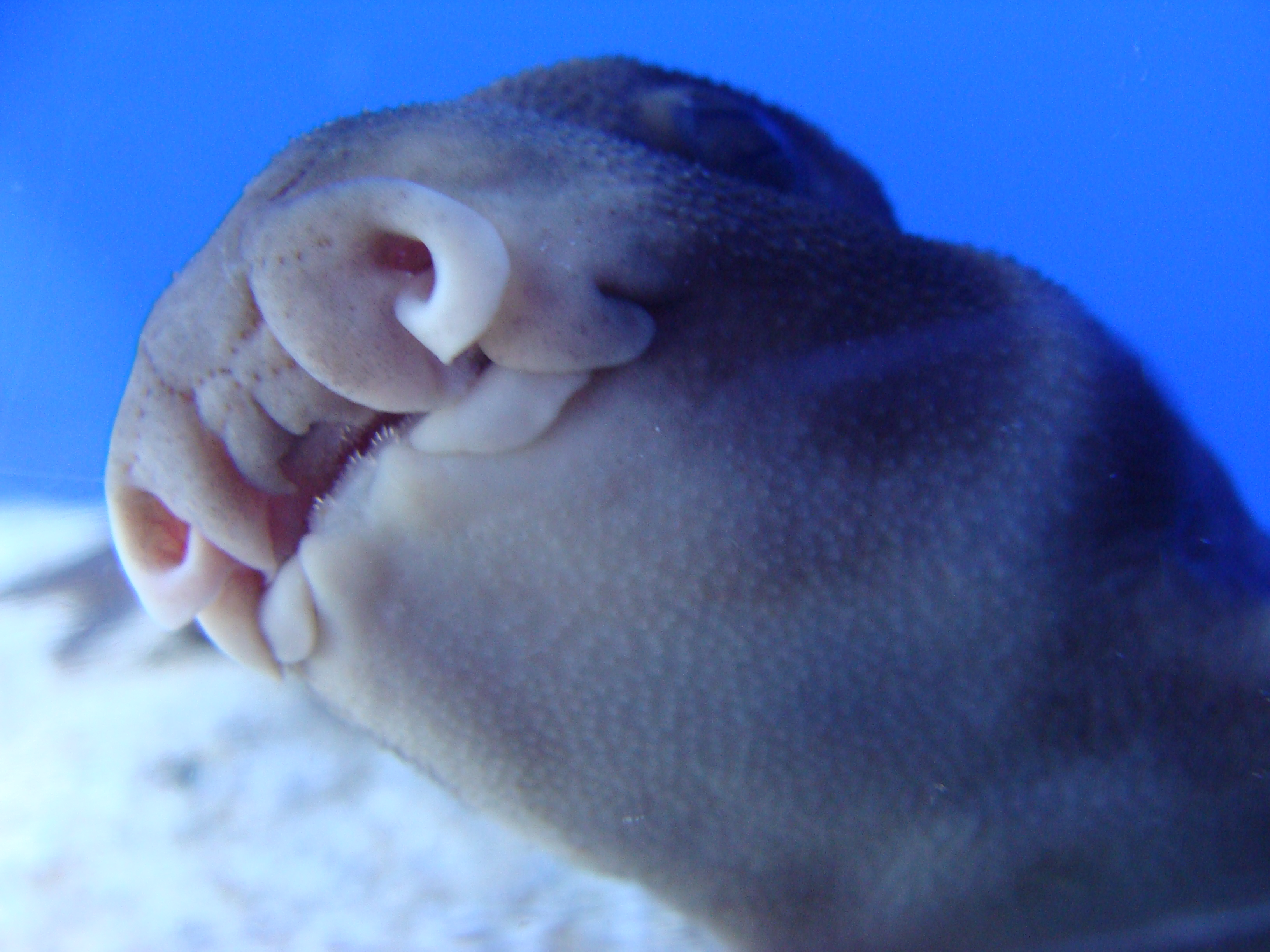
Primo piano della bocca

Si tratta di un predatore lento, che cattura molluschi, crostacei e ricci di mare, camminando con le pinne pettorali e pelviche sul fondo e triturandole con i potenti molari. Ha abitudini notturne.
È una specie ovipara che depone le uova all'interno di letti di roccia e alghe a marzo e settembre.

## Distribuzione e habitat

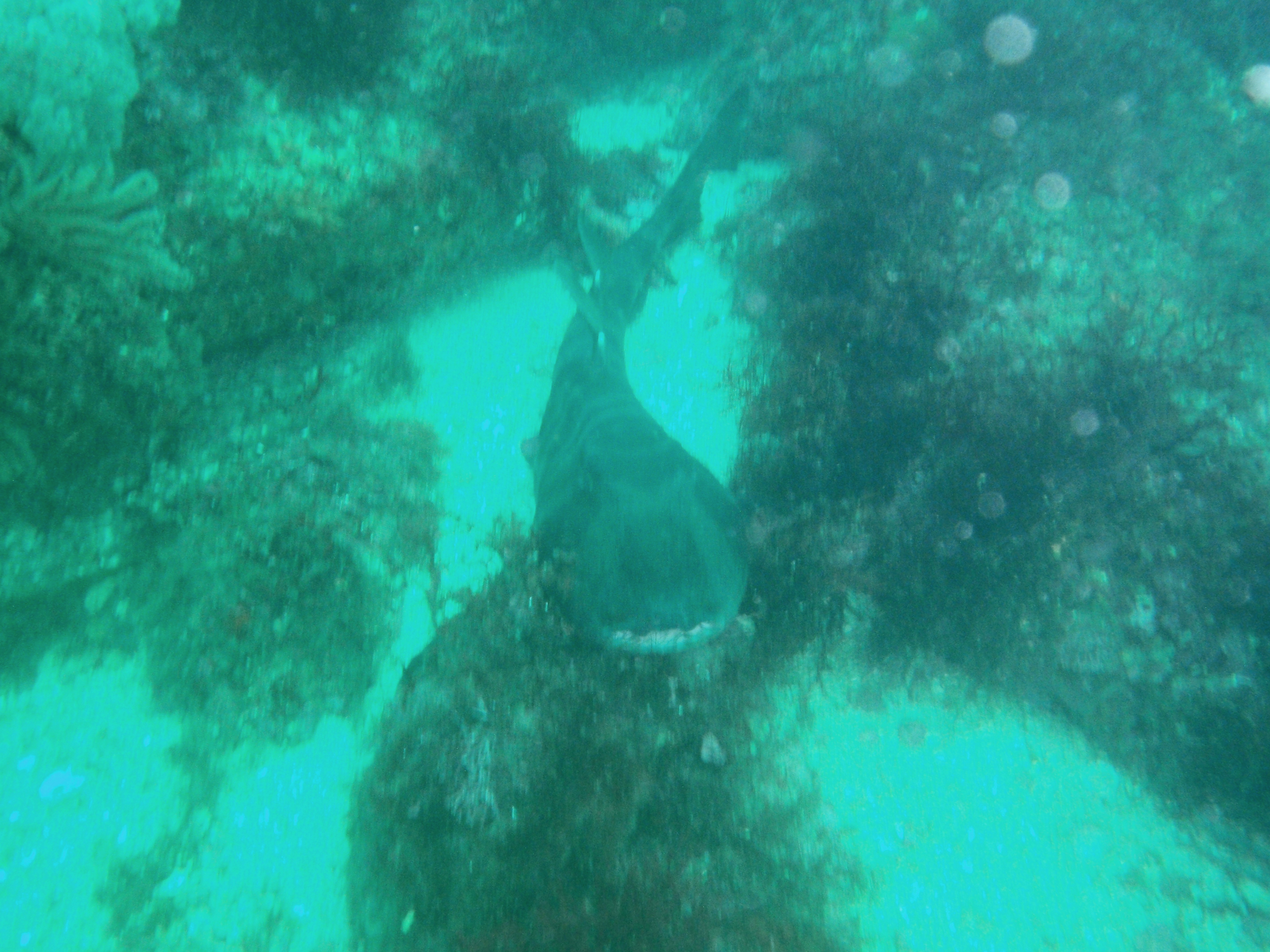
Un esemplare al largo di Kawana, in Giappone

È diffuso in tutte le acque costiere dell'oceano Pacifico nell'Asia orientale in Giappone, Corea, Taiwan e Cina settentrionale. Si trova principalmente nelle coste rocciose ricche di alghe sui 6-37 metri.

## Conservazione
Questa specie viene talvolta catturata come bycatch nella pesca dell'aragosta e non ha valore economico per cui viene rilasciata. Le catture, anche per le abitudini notturne e per l'habitat nei fondali rocciosi, non sono comuni e si crede che la sopravvivenza degli esemplari rilasciati sia alta. Le popolazioni sono stabili, solo in alcune zone dove vengono catturati con particolare frequenza si è registrata una modesta riduzione del numero. Per questi motivi la Lista rossa IUCN classifica questa specie come "a rischio minimo".